# Convenzione di Yaoundé
La convenzione di Yaoundé è una convenzione di associazione firmata il 20 luglio 1963 nella città di Yaoundé, in Camerun, tra la Comunità economica europea e i SAMA (Stati africani e malgascio associati).

## Prima convenzione (1964 - 1969)
Il primo accordo tra la Comunità economica europea e diciotto ex-colonie africane dei suoi Stati membri che avevano appena ottenuto l'indipendenza, venne firmata a Yaoundé il 20 luglio 1963 ed entrò in vigore il 1º giugno 1964, aveva una validità di cinque anni. Alcuni contenuti della convenzione riprendevano quelli della quarta parte del Trattato di Roma stipulato nel 1957, quando questi Paesi erano ancora delle colonie. La nuova associazione euro-africana era imperniata principalmente su tre elementi: 
a) l'istituzione di una progressiva zona di libero scambio con la soppressione dei dazi doganali, nel solco già tracciato dai trattati di Roma, con particolari deroghe volte a proteggere le economie africane contro le importazioni della Comunità; 
b) l'aiuto finanziario e tecnico, erogato mediante aiuti della Comunità in quanto tale che mediante aiuti bilaterali. Tale aiuto era fornito per il tramite del FES, il quale poté disporre di 730 milioni di dollari nel secondo quinquennio di programmazione; 
c) la creazione di istituzioni paritetiche, per consentire un dialogo permanente fra i paesi associati e la comunità per la gestione dell'Associazione. 
Inoltre, l'accordo creava delle istituzioni comuni: il Consiglio dei ministri dell'associazione di carattere consultivo, esecutivo e decisionale; il Comitato di associazione, composto da ambasciatori, la Conferenza parlamentare dell'associazione e una Corte di arbitrato. Ciò che emerge dalle novità inserite nel trattato, il primo tra paesi industrializzati e paesi sottosviluppati, è la volontà di stabilire rapporti di cooperazione tra stati sovrani, non più attraverso un atto unilaterale della CEE ma "un trattato di diritto internazionale che, pur prendendo le mosse dal Trattato di Roma, contiene nuovi elementi essenziali, connessi con il conseguimento dell'indipendenza da parte dei paesi associati"

## Seconda convenzione (1971 - 1975)
Alla scadenza del primo trattato, il 29 luglio 1969 ne venne stipulato uno nuovo, entrato in vigore il 1º gennaio 1971 e valido per cinque anni. Gli Stati coinvolti sono i medesimi, ma nel 1972 si aggiungono le isole Mauritius.
Poiché esistevano dei legami tra i SAMA ed i paesi dell'East African Community (Kenya, Uganda e Tanzania), che premevano per ottenere i benefici concessi ai SAMA, tra essi e la Comunità Economica Europea venne firmato nel 1969 l'accordo di Arusha, entrato in vigore nella stessa data della seconda convenzione di Yaoundé. Parallelamente venne anche firmato un accordo di associazione con la Nigeria. In questo modo la Comunità Economica Europea stringeva dei rapporti stretti anche con Paesi che non erano stati colonie dei suoi Stati membri, ma colonie britanniche (il Regno Unito entra nella CEE solo nel 1973).
Entrambi gli accordi costituirono le basi per la convenzione di Lomé del 1975, che però coinvolgeva un numero maggiore di Stati.
Le convenzioni di Yaoundé e Lomé sono state seguite nel 2000 dalla convenzione di Cotonou, che riguarda i paesi d'Africa, dei Caraibi e del Pacifico (ACP).